# 16280 Groussin
16280 Groussin (2000 LS6) là một tiểu hành tinh vành đai chính.